# Ryan Wintle
Ryan Wintle, né le 13 juin 1997 à Newcastle-under-Lyme au Royaume-Uni, est un footballeur anglais. Il joue depuis 2021 au poste de milieu de terrain pour le club de Cardiff City.

## Biographie
Il fait ses premiers pas de footballeur dans le club d'Alsager Town. Il rejoint Crewe Alexandra en juin 2015.
Le 23 juin 2021, il rejoint Cardiff City.
Le 28 août 2021, il est prêté à Blackpool FC.